# Kościół św. Jana Chrzciciela w Radłowie
Kościół św. Jana Chrzciciela – rzymskokatolicki kościół parafialny znajdujący się przy ul. Biskupskiej 5 w Radłowie, w powiecie tarnowskim województwa małopolskiego. 

## Historia
Świątynia została ufundowana przez biskupa krakowskiego Jana Grota w 1337 roku. Z tego okresu zachował się tympanon fundacyjny nad wejściem. Około 1408 roku świątynia została rozbudowana o nawę i zakrystię. W latach 1643–1645 budowla została przebudowana przez biskupa Piotra Gembickiego. W XVIII wieku przy nawie została wybudowana niska wieża drewniana, pokryta hełmem w kształcie kopuły z latarnią, ufundowana przez proboszcza Jana Duvala. 
W czasie I wojny światowej, w 1915 roku, kościół został ostrzelany i zniszczony. W latach 1918–1926 został odbudowany i rozbudowany według projektu architekta Tadeusza Stryjeńskiego. W tym czasie nawa została rozbudowana o kilka przęseł i wybudowana została nowa wieża.
Należy do dekanatu Radłów diecezji tarnowskiej.

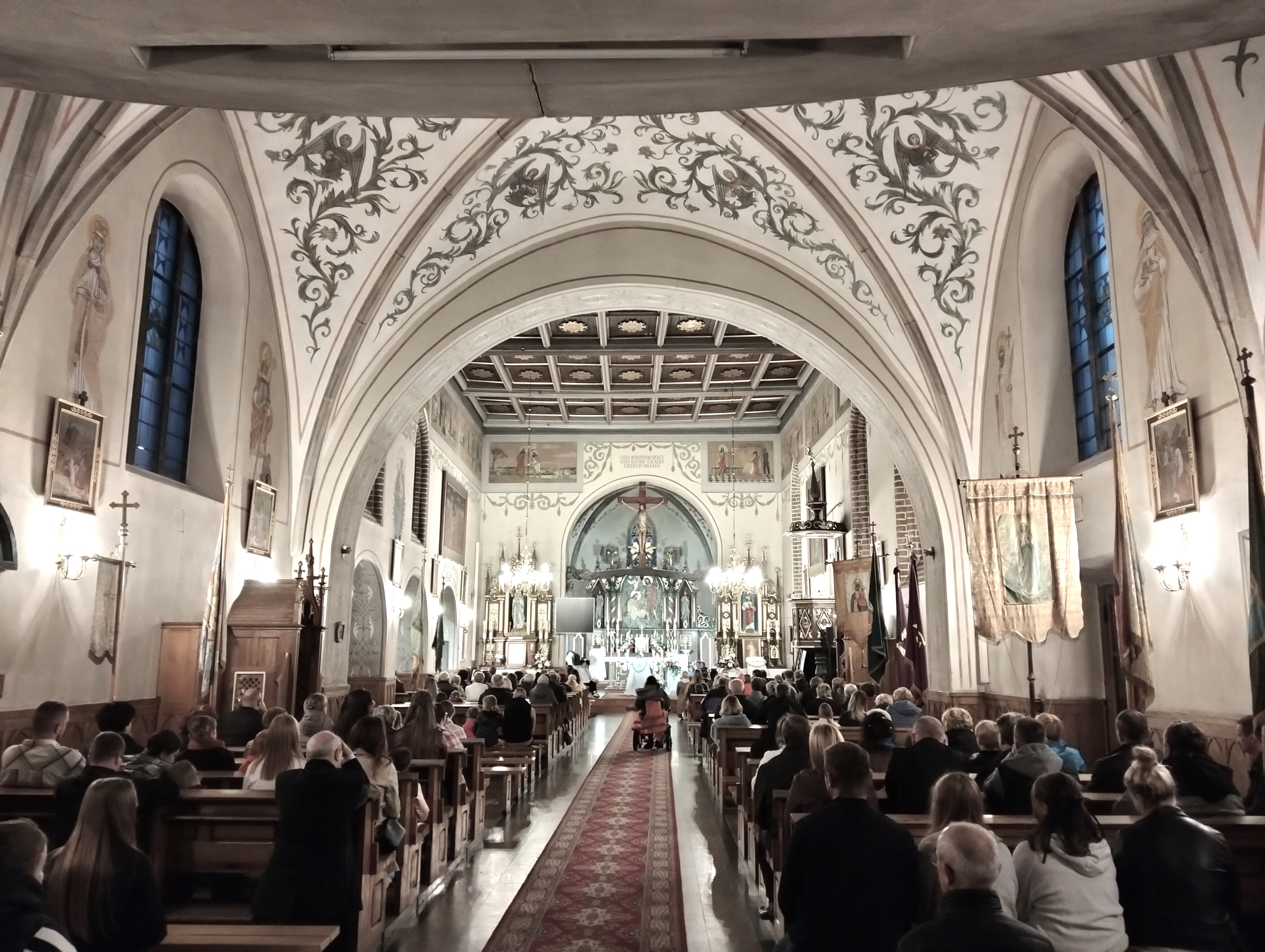
Wnętrze kościoła.
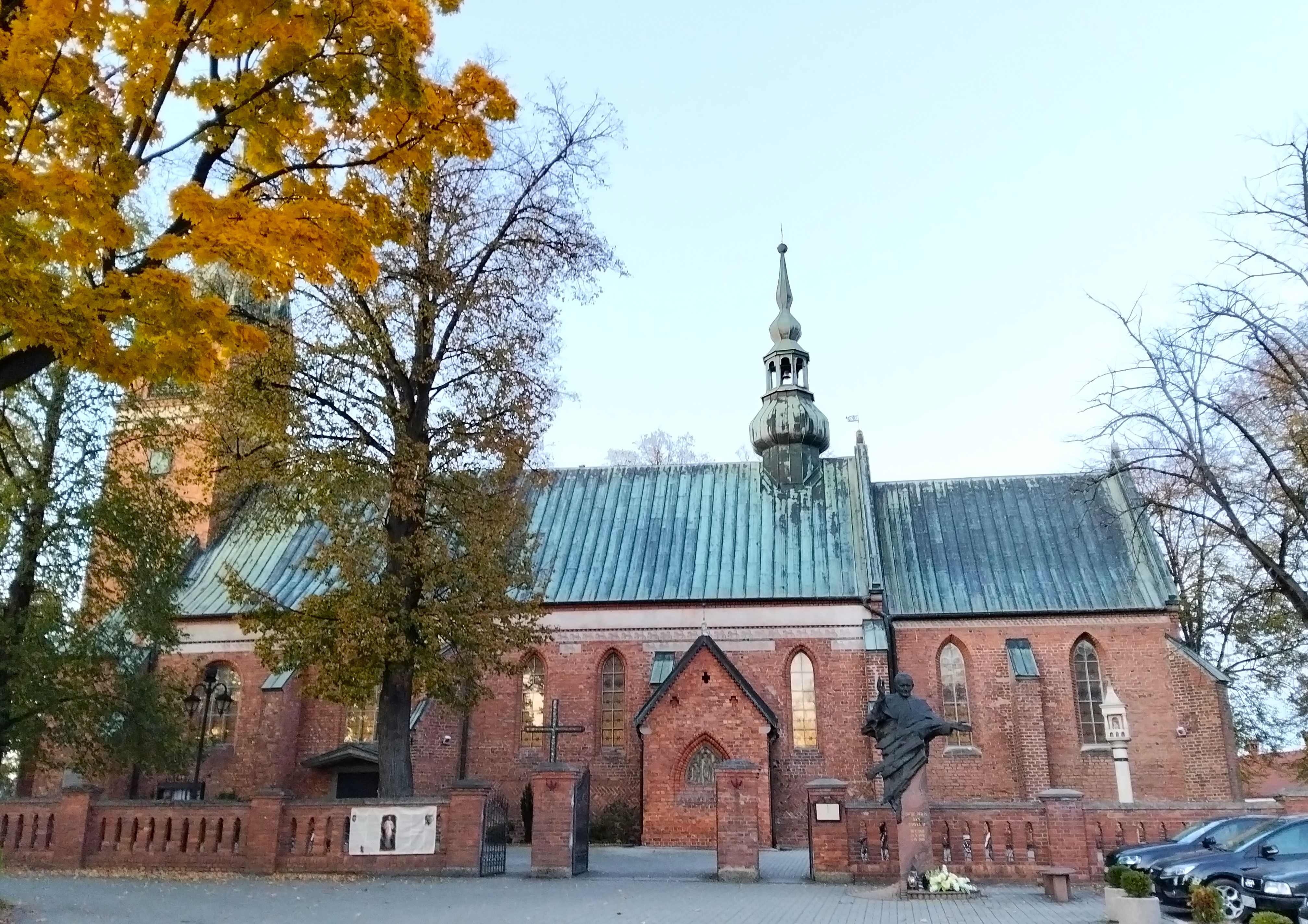
Korpus nawowy
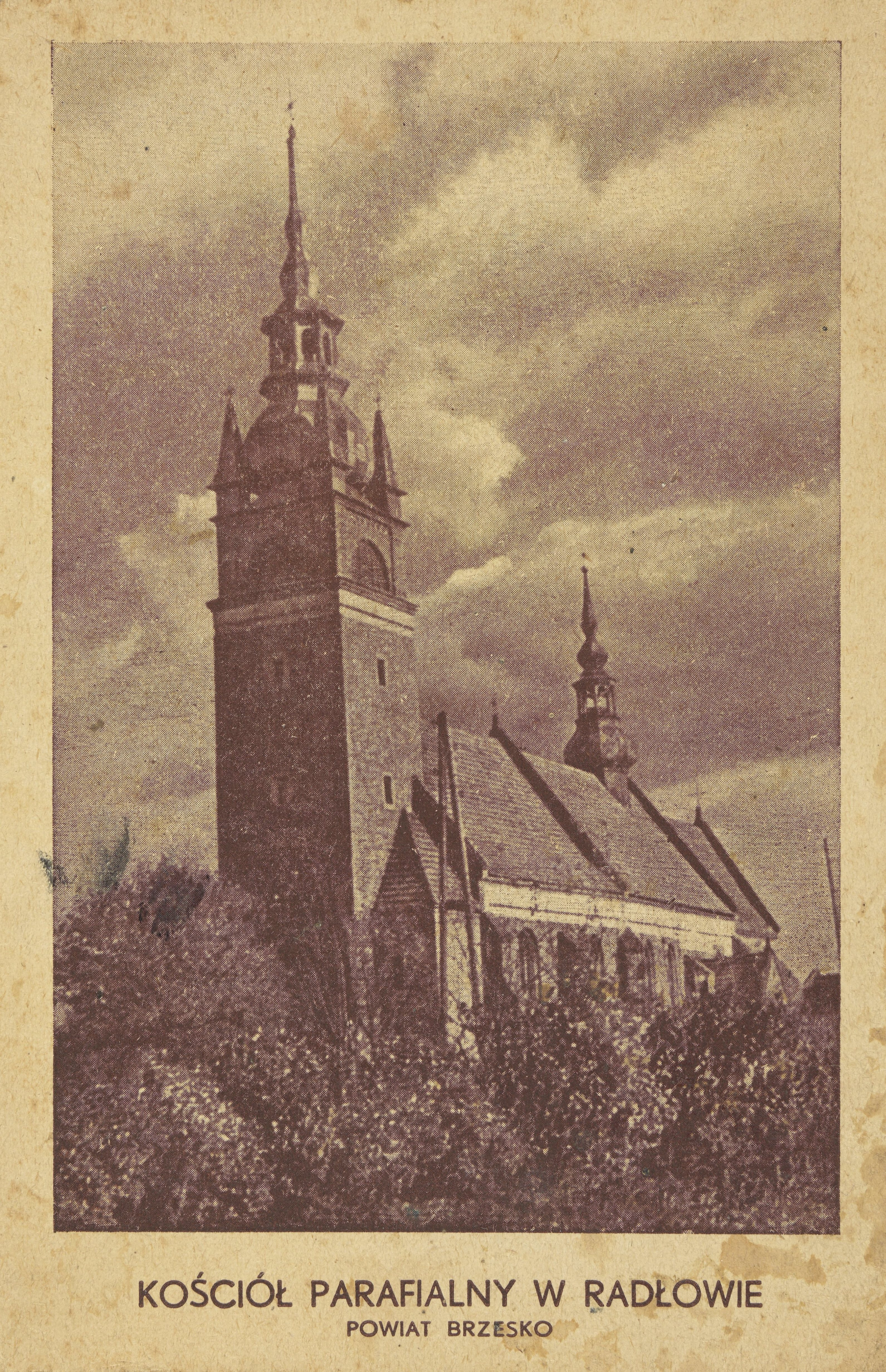
Widok kościoła z 1. poł. XX w.
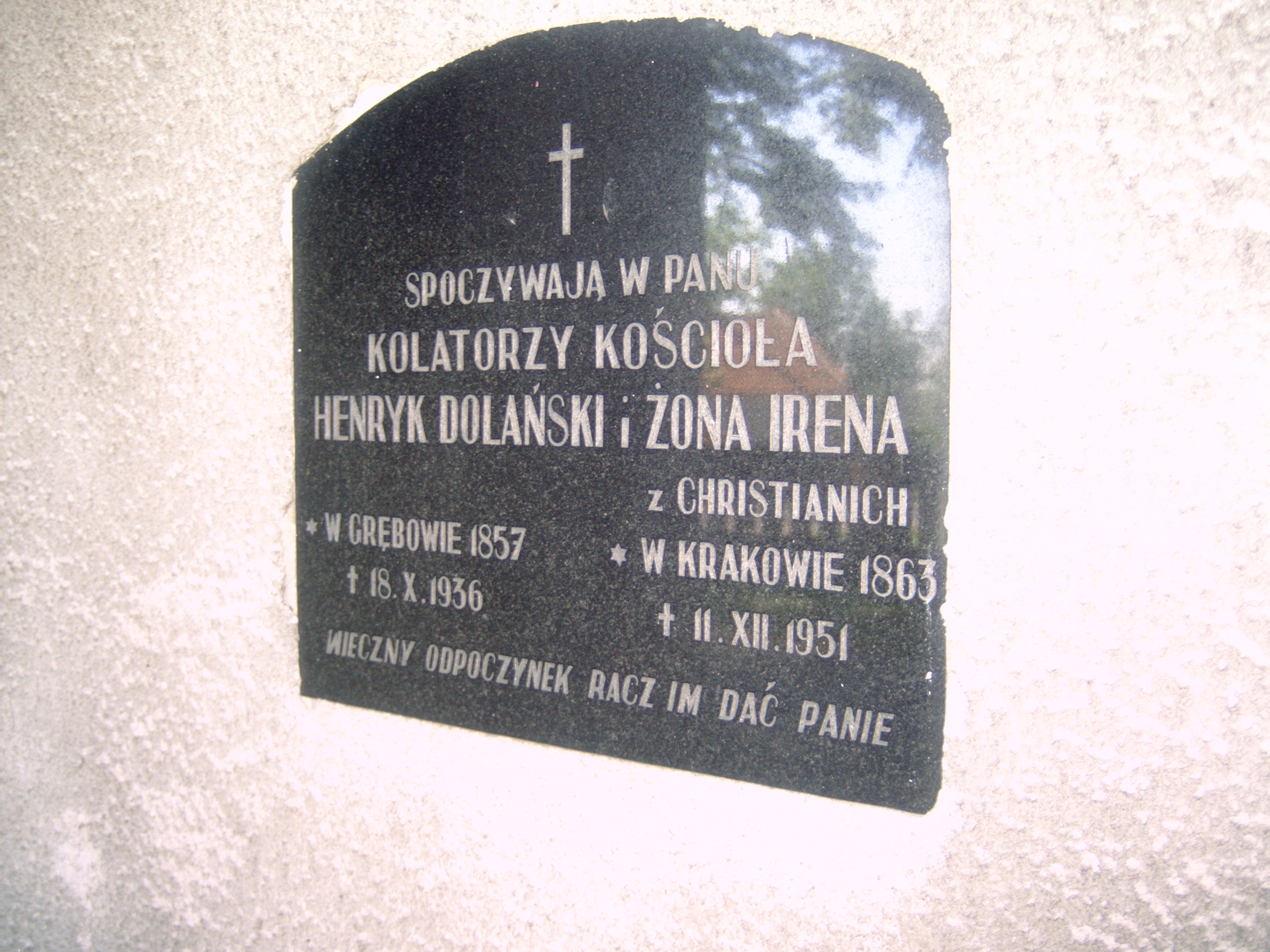
Tablica poświęcona Dolańskim
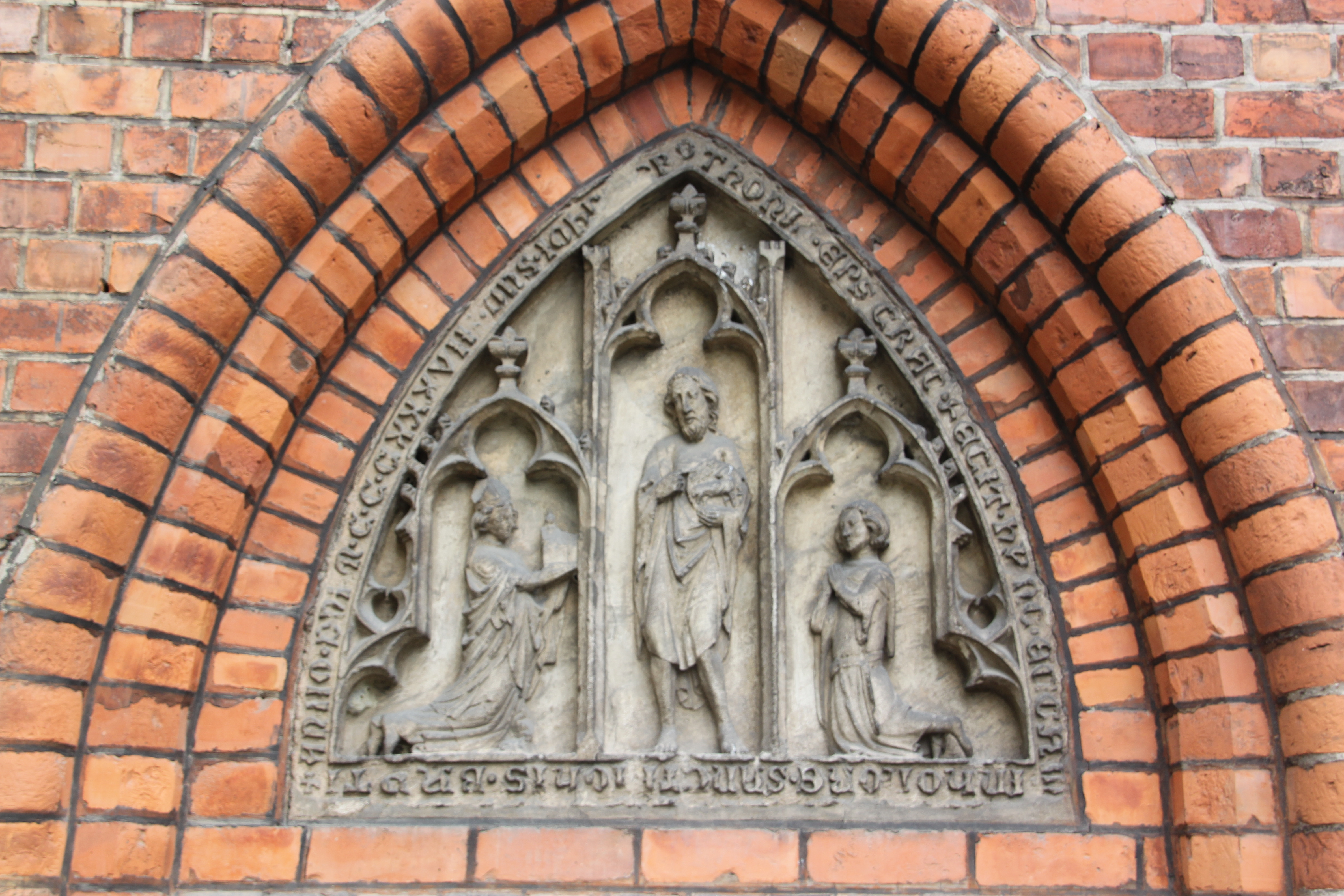
Gotycki tympanon fundacyjny z 1337 roku